# Universitat de São Tomé i Príncipe
La Universitat de São Tomé i Príncipe (en portuguès: Universidade de São Tomé e Príncipe, USTP) és una institució pública d'ensenyament superior de São Tomé i Príncipe. És la principal institució dedicada a l'ensenyament, la recerca i l'extensió universitària del país.
Enmig de les reformes del sistema educatiu de São Tomé el 2014, es va convertir en una universitat després dels 18 anys existint com a Institut Superior Politècnic, la seva institució matriu.

## Història
La USTP es va fundar el 31 de desembre de 1996 a través del Decret 88, sota el nom de Instituto Superior Politécnico de São Tomé e Príncipe (ISPSTP); Comença a operar el 29 de gener de 1998. Sota els auspicis del Ministeri de Educació i Cultura, l'ISPSTP va iniciar les seves activitats amb cursos de batxillerat de tres anys adreçats a formar professors de secundària en les àrees de portuguès, francès, matemàtiques, biologia i història. Es van crear altres cursos de batxillerat més tard. Va estar afiliat a la Universitat de Porto i a l'Institut Politècnic de Bragança durant la seva creació.
El 24 de juliol de 2014, el govern de São Tomé i Príncipe va decidir establir la "Universitat Pública de São Tomé i Príncipe" (UPSTP). Per això, van convertir l'ISPSTP (transformant-se en una institució orgànica), donant lloc a la primera universitat pública de l'arxipèlag. En l'acte d'inauguració, el ministre d'Educació, Cultura i Formació, Jorge Lopes Bom Jesus, va nomenar al catedràtic Peregrino do Sacramento da Costa, com a Magnífic Rector de la nova universitat.
Dues institucions brasileres han donat suport al projecte des de la seva creació el 2012: la Universitat per a la Integració Internacional de la Lusofonia Afro-Brasilera (Unilab) i la Universitat Federal de Minas Gerais (UFMG). Ambdues universitats, juntament amb el Ministeri d'Educació del Brasil, assisteixen a la institució fins a la seva consolidació definitiva, que està prevista per al juliol de 2018.
El setembre de 2015, la UPSTP va anunciar la creació d'un curs alemany amb el suport del Goethe-Institut i el Servei d'Intercanvi Acadèmic Alemany i en col·laboració amb la Universitat de Münster, el primer amb classes iniciades d'alemany.
L'any 2016, la institució va canviar el seu nom i les seves sigles, passant a anomenar-se "Universitat de São Tomé i Príncipe" (USTP); El 28 de juliol de 2016, el nou rector, el professor Ayres Bruzaca de Menezes, va prendre possessió del càrrec.

## Estructura orgànica
En la seva estructura orgànica, la USTP compta amb quatre centres docents:
- Instituto Superior de Educação e Comunicação (antigament Escola de Formação de Professores e Educadores - EFOPE)[11] - situat al complex 3 de Fevereiro.
- Instituto Superior de Ciências e Saúde (antigament Instituto de Ciências da Saúde "Victor Sá Machado" - ICS-VSM)[12] - situat a Campo Milho
- Instituto Superior Politécnico (ISP)[13] - campus principal - situat a Quinta de Santo António
- Centro de Estudo para o Desenvolvimento (antigament Centro de Aperfeiçoamento Técnico Agro-Pecuário - CATAP);[14] - situat a Piedade

## Notables alumni i professors
- Claudio Corallo - antic professor, enginyer agrònom i empresari
- Manuel Penhor - professor, meteoròleg i astrofísic.[15]
- Guadalupe de Ceita (alumne de l'antiga Escola d'Infermeria) - metge i polític

## Rectors
| Nom                              | Terme                                       | Campus                         | Forma d'elecció        |
| -------------------------------- | ------------------------------------------- | ------------------------------ | ---------------------- |
| Peregrino do Sacramento da Costa | 24 de juliol de 2014 - 28 de juliol de 2016 | Instituto Superior Politécnico | Nomenament ministerial |
| Ayres Bruzaca de Menezes         | des del 28 de juliol de 2016                | Instituto Superior Politécnico | Nomenament ministerial |